# Oryctoderus gracilior
Oryctoderus gracilior är en skalbaggsart som beskrevs av Leon Fairmaire 1877. Oryctoderus gracilior ingår i släktet Oryctoderus och familjen Dynastidae. Inga underarter finns listade i Catalogue of Life.